# محطة قطار سويندربي
محطة قطار سويندربي (بالإنجليزية: Swinderby railway station)‏‏ هي محطة قطار  في المملكة المتحدة، تُشغلها قطارات إيست ميدلاند. افتُتحت هذه المحطة في 3 أغسطس 1846، ويبلغ عدد مسارات أرصفتها 2.